# Mala Bukovica (Ilirska Bistrica, Slovenija)
Mala Bukovica je naselje u slovenskoj Općini Ilirskoj Bistrici. Mala Bukovica se nalazi u pokrajini Notranjskoj i statističkoj regiji Notranjsko-kraškoj. 

## Stanovništvo
Prema popisu stanovništva iz 2002. godine naselje je imalo 161 stanovnika.